# 安张衡铁路
安张衡铁路是中国一条规划中的连接陕西省安康市与湖南省衡阳市的铁路。

## 简介
安张衡铁路线路全长约910公里，设计一次建成双线，国铁一级，设计时速200公里至250公里，是一条以客运为主、兼顾货运的多功能铁路。

## 线路走向
安张衡铁路北起陕西省安康市，途经重庆市城口县、巫溪县、云阳县、奉节县，湖北省恩施州，湖南省张家界市、娄底市到达衡阳市。